# Championnat du Maroc de football 2013-2014
Navigation
Édition précédente Édition suivante
La saison 2013-2014 de la Botola Pro est la 98e édition du Championnat du Maroc de football. Il s'agit de la 3e édition du championnat sous l'ère professionnelle. Le MA Tétouan remporte son 2e titre de champion du Maroc dans son histoire.

## Tirage au sort
La FRMF a annoncé que le tirage au sort des deux divisions se tiendra le mercredi 14 août à 18h 30 au studio de la chaîne Arryadia.

## Les clubs participants
Légende des couleurs
- Ligue des champions de la CAF 2014
- Coupe de la confédération 2014
- Qualifié pour la Coupe de l'UAFA 2013-2014
- Promu de GNF 2

| Club                         | Classement 2012-2013 | Entraîneur                                              | Stade                      | Capacité | Dernière montée |
| ---------------------------- | -------------------- | ------------------------------------------------------- | -------------------------- | -------- | --------------- |
| Raja CA                      | 1                    | M'hamed Fakhir                                          | Stade Mohamed V            | 80 000   | 1956            |
| AS FAR                       | 2                    | Jaouad Milani Rachid Taoussi                            | Stade Moulay Abdallah      | 65 000   | 1959            |
| Maghreb de Fès               | 3                    | Tarik Sektioui Charles-Albert Roessli Abderrahim Taleb  | Complexe sportif de Fès    | 45 000   | 2006            |
| Wydad AC                     | 4                    | Abderrahim Taleb Mustapha Chahid                        | Stade Mohamed V            | 80 000   | 1942            |
| Moghreb de Tétouan           | 5                    | Aziz El Amri                                            | Stade Saniat Rmel          | 10 000   | 2005            |
| FUS de Rabat                 | 6                    | Jamal Sellami                                           | Stade Moulay Abdallah      | 65 000   | 2009            |
| Renaissance de Berkane       | 7                    | Umberto Barberis Youssef Lemrini                        | Stade municipal de Berkane | 10 000   | 2012            |
| Chabab Rif Al Hoceima        | 8                    | Christian Zermatten El Houssaine Ouchla Hassan Regragui | Stade Mimoun Al Arsi       | 12 500   | 2010            |
| Difaâ d'El Jadida            | 9                    | Abdelhak Benchikha                                      | Stade El Abdi              | 10 000   | 2005            |
| Hassania d'Agadir            | 10                   | Mustapha Madih                                          | Stade Adrar                | 45 480   | 1996            |
| Wydad de Fès                 | 11                   | Fathi Jamal Khalid Karama Fouad Sahabi                  | Complexe sportif de Fès    | 45 000   | 2009            |
| Olympique de Safi            | 12                   | Badou Zaki Youssef Fertout                              | Stade El Massira           | 10 000   | 2004            |
| OC Khouribga                 | 13                   | Fouad Sahabi Ahmad Al-Ajlani                            | Stade du Phosphate         | 10 000   | 1995            |
| KAC de Kénitra               | 14                   | Abdelkhalek Louzani                                     | Stade municipal de Kénitra | 15 000   | 2007            |
| Kawkab de Marrakech          | 1 (GNF 2)            | Hicham Dmii                                             | Marrakech Stadium          | 45 240   | 2013            |
| Association sportive de Salé | 2 (GNF 2)            | Aziz El-Khayati Mohamed Amine Benhachem                 | Stade Boubker-Ammar        | 10 000   | 2013            |

## Classement
| Rang | Équipe           | Pts | J  | G  | N  | P  | Bp | Bc | Diff |
| ---- | ---------------- | --- | -- | -- | -- | -- | -- | -- | ---- |
| 1    | MA Tétouan       | 58  | 30 | 16 | 10 | 4  | 37 | 26 | +11  |
| 2    | Raja CA T        | 55  | 30 | 16 | 7  | 7  | 40 | 15 | +25  |
| 3    | Fath US CdT      | 48  | 30 | 11 | 13 | 6  | 31 | 21 | +10  |
| 4    | KAC Marrakech P  | 48  | 30 | 11 | 15 | 4  | 30 | 19 | +11  |
| 5    | DH El Jadida     | 45  | 30 | 10 | 15 | 5  | 30 | 19 | +11  |
| 6    | Wydad AC         | 43  | 30 | 10 | 13 | 7  | 34 | 29 | +5   |
| 7    | AS FAR V         | 39  | 30 | 9  | 12 | 9  | 30 | 30 | 0    |
| 8    | HUS Agadir       | 38  | 30 | 10 | 8  | 12 | 36 | 43 | -7   |
| 9    | RS Berkane       | 35  | 30 | 6  | 17 | 7  | 24 | 22 | +2   |
| 10   | CR Al Hoceima -1 | 35  | 30 | 10 | 6  | 14 | 23 | 32 | -9   |
| 11   | OC Safi          | 33  | 30 | 7  | 12 | 11 | 28 | 30 | -2   |
| 12   | Kénitra AC       | 32  | 30 | 6  | 14 | 10 | 22 | 32 | -10  |
| 13   | Maghreb AS       | 31  | 30 | 7  | 10 | 13 | 27 | 36 | -9   |
| 14   | OC Khouribga -6  | 31  | 30 | 9  | 10 | 11 | 21 | 32 | -11  |
| 15   | AS Salé P ↓      | 29  | 30 | 6  | 11 | 13 | 25 | 33 | -8   |
| 16   | Wydad de Fès ↓   | 26  | 30 | 4  | 11 | 15 | 23 | 42 | -19  |

Qualifications africaines
- Ligue des champions de la CAF 2015
- Ligue des champions de la CAF 2015
- Coupe de la confédération 2015
- Coupe de la confédération 2015
- Relégation en Botola 2 2014-2015

Abréviations
T : Tenant du titre

V : Vice-champion

CdT : Vainqueur de la Coupe du Trône 2013-2014

P : Promus de Botola 2 2012-2013
Le Moghreb de Tetouan est couronné champion du Maroc pour la deuxième fois de son histoire.

### Résultats
| Résultats (▼dom., ►ext.)                                   | ASS | CRA | DHJ | FAR | FUS | HUSA | KAC | KACM | MAS | MAT | OCK | OCS | RCA | RSB | WAC | WAF |
| AS Salé                                                    |     | 1-0 | 1-0 | 1-2 | 1-1 | 2-2  | 1-0 | 0-3  | 1-0 | 0-1 | 0-0 | 0-0 | 1-0 | 1-2 | 2-2 | 0-0 |
| Chabab Rif Al Hoceima                                      | 1-0 |     | 1-0 | 2-1 | 1-3 | 1-1  | 0-1 | 0-1  | 1-2 | 2-1 | 1-0 | 1-1 | 0-2 | 1-0 | 2-0 | 1-1 |
| DH El Jadida                                               | 3-2 | 2-1 |     | 1-1 | 1-0 | 1-0  | 2-1 | 3-0  | 1-0 | 1-1 | 1-1 | 1-0 | 1-0 | 0-0 | 0-0 | 4-1 |
| AS FAR                                                     | 1-0 | 1-1 | 1-0 |     | 0-1 | 3-0  | 0-0 | 1-1  | 2-1 | 1-3 | 0-0 | 3-2 | 1-3 | 0-0 | 1-1 | 0-1 |
| FUS de Rabat                                               | 1-0 | 2-0 | 1-1 | 1-1 |     | 2-2  | 1-1 | 0-0  | 3-0 | 1-0 | 0-2 | 1-0 | 1-0 | 0-0 | 0-0 | 0-0 |
| Hassania Agadir                                            | 2-1 | 1-0 | 1-0 | 1-2 | 2-1 |      | 2-2 | 3-4  | 2-1 | 0-1 | 1-2 | 2-1 | 1-0 | 2-2 | 1-0 | 4-3 |
| Kénitra Athlétic Club                                      | 1-1 | 1-0 | 1-1 | 0-0 | 2-3 | 0-0  |     | 0-0  | 0-1 | 0-1 | 1-1 | 1-1 | 1-1 | 2-0 | 1-1 | 1-0 |
| Kawkab de Marrakech                                        | 1-0 | 1-2 | 0-0 | 1-0 | 1-1 | 2-0  | 1-1 |      | 1-0 | 2-1 | 0-0 | 1-1 | 0-0 | 0-0 | 2-0 | 2-2 |
| Maghreb de Fès                                             | 0-2 | 1-0 | 2-2 | 1-1 | 1-1 | 3-1  | 0-1 | 1-1  |     | 1-1 | 3-1 | 1-0 | 0-1 | 1-4 | 0-1 | 0-0 |
| Moghreb de Tétouan                                         | 2-1 | 1-0 | 0-0 | 1-1 | 0-0 | 1-1  | 0-0 | 2-0  | 1-1 |     | 2-0 | 2-1 | 1-0 | 2-1 | 1-0 | 1-0 |
| Olympique de Khouribga                                     | 1-1 | 0-0 | 1-1 | 0-1 | 1-1 | 0-0  | 2-0 | 0-4  | 2-1 | 1-2 |     | 2-1 | 1-0 | 1-0 | 0-2 | 2-1 |
| Olympique de Safi                                          | 1-1 | 1-2 | 1-1 | 1-2 | 1-0 | 1-0  | 1-0 | 1-0  | 1-1 | 1-1 | 2-0 |     | 1-0 | 0-1 | 2-2 | 0-1 |
| Raja CA                                                    | 2-1 | 3-1 | 1-0 | 1-0 | 1-0 | 3-1  | 5-0 | 0-0  | 1-0 | 5-0 | 1-0 | 1-1 |     | 0-0 | 1-1 | 4-0 |
| Renaissance de Berkane                                     | 2-2 | 0-2 | 0-0 | 1-1 | 1-1 | 1-0  | 0-0 | 0-0  | 0-0 | 0-1 | 1-1 | 0-0 | 1-1 |     | 3-0 | 2-0 |
| Wydad de Casablanca                                        | 1-1 | 2-0 | 1-1 | 2-1 | 2-0 | 1-2  | 3-0 | 0-0  | 0-0 | 2-2 | 3-1 | 2-2 | 0-2 | 3-2 |     | 1-1 |
| Wydad de Fès                                               | 1-0 | 0-0 | 0-0 | 1-1 | 0-1 | 2-1  | 2-3 | 1-1  | 3-4 | 1-2 | 0-1 | 1-3 | 0-1 | 0-0 | 0-2 |     |
| - Victoire à domicile - Match nul - Victoire à l'extérieur |     |     |     |     |     |      |     |      |     |     |     |     |     |     |     |     |

### Statistiques
- Nombre de buts : 461 (soit 1.92 par match)
- Buts de joueurs étrangers : 82 buts (soit 17 % du total des buts inscrits)
- Buts selon les mi-temps :
  - 1re mi-temps : 113 buts
  - 2e mi-temps : 345 buts
- Meilleure attaque : RCA 40
- Meilleure défense : RCA 15
- Les plus longues séries :
  - Victoires : MAT 5
  - Nuls : WAC 4
  - Défaites : WAF 6
- Les joueurs les plus actifs : Mohamed Oulhaj (RCA), Khalid Askri (RCA), Abdeladim Khadrouf (MAT), Mamadou Diang (KAC)
- Le meilleur buteur : Zouhair Naïm (MAT), Zoumana Koné (HUSA) 11
- Le meilleur passeur : Yassine Salhi (RCA) 7
- Le joueur le plus averti : Yassine Remch (WAF) 14
- Le joueur le plus expulsé : Said Fattah (WAC) 3
- Le meilleur buteur de la tête : Fabrice N'Guessi Ondama (WAC), Zoumana Koné (HUSA), Vianney Mabidé (RCA), Abdessalam Benjelloun (FAR), Ass Mandaw Sy (FUS), Younès Houassi (WAC)   2
- Le meilleur tireur de penalty : Mourad Batna (FUS), Adil Matouni (HUSA) 5
- Le meilleur tireur de coup franc : Bakaré Koné (WAC) 2
- Le meilleur buteur du pied droit : Mouhcine Iajour (RCA), Bilal Assoufi KAC  5
- Le meilleur buteur du pied gauche : Brahim El Bahri (FUS), Redallah El Ghazoufi (WAF) 3
- Le plus victorieux : 
  - Général : RCA 16
  - Domicile : RCA 11
  - Extérieur : MAT 7
- Les moins vaincus :
  - Général : KACM 4
  - Domicile : DHJ 0
  - Extérieur : KACM 3
- Le champion des nuls :
  - Général : RSB 17
  - Domicile : RSB 10
  - Extérieur : DHJ 10
- Le plus fair-play : 
  - KAC 56  2   0e
  - OCS 27  0   0e
  - KAC 34  0   0e
- Le moins fair-play : 
  - RSB 81  8   0e
  - FUS 38  6   0e

## Bilan de la saison
| Championnat du Maroc de football 2013-2014                        |                              |
| Champion                                                          | Moghreb de Tétouan           |
| Coupes et trophées                                                |                              |
| Vainqueur de la Coupe du Trône 2013-2014                          | FUS de Rabat                 |
| Qualifications continentales                                      |                              |
| Ligue des champions de la CAF 2015                                | Moghreb de Tétouan           |
| Ligue des champions de la CAF 2015                                | Raja CA                      |
| Coupe de la confédération 2015                                    | FUS de Rabat                 |
| Coupe de la confédération 2015                                    | Renaissance de Berkane       |
| Coupe de la confédération 2015                                    | Raja CA                      |
| Promotions et relégations                                         |                              |
| Promus en Championnat du Maroc de football                        | Chabab Atlas Khénifra        |
| Promus en Championnat du Maroc de football                        | Ittihad Khémisset            |
| Relégués en Championnat du Maroc de football de deuxième division | Wydad de Fes                 |
| Relégués en Championnat du Maroc de football de deuxième division | Association sportive de Salé |